# MTV Movie Awards 2007
Confira os vencedores (em negrito) e indicados ao MTV Movie Awards 2007.

## Melhor Filme
- Blades of Glory (Escorregando para a Glória)
- Borat: Cultural Learnings of America for Make Benefit Glorious Nation of Kazakhstan (Borat - O Segundo Melhor Repórter do Glorioso País Cazaquistão Viaja à América)
- Little Miss Sunshine (Pequena Miss Sunshine)
- Pirates of the Caribbean: At World's End (Piratas do Caribe - No Fim do Mundo)
- 300 (300)

## Melhor Atuação
- Beyoncé Knowles (Dreamgirls)
- Gerard Butler (300)
- Jennifer Hudson (Dreamgirls)
- Johnny Depp (Pirates of the Caribbean: Dead Man's Chest)
- Keira Knightley (Pirates of the Caribbean: Dead Man's Chest)
- Will Smith (The Pursuit of Happyness)

## Melhor Revelação
- Abigail Breslin (Little Miss Sunshine)
- Columbus Short (Stomp the Yard)
- Emily Blunt (The Devil Wears Prada)
- Jaden Smith (The Pursuit of Happyness)
- Justin Timberlake (Alpha Dog)
- Lena Headey (300)

## Melhor Luta
- Gerard Butler contra o gigante (300)
- Jack Black e Hector Jimenez contra Los Duendes (Nacho Libre)
- Sacha Baron Cohen contra Ken Davitian (Borat: Cultural Learnings of America for Make Benefit Glorious Nation of Kazakhstan)
- Uma Thurman contra Anna Faris (My Super Ex-Girlfriend)
- Will Ferrell contra Jon Heder (Blades of Glory)

## Melhor Beijo
- Cameron Diaz e Jude Law (The Holiday)
- Columbus Short e Meagan Good (Stomp the Yard)
- Mark Wahlberg e Elizabeth Banks (Invencível)
- Marlon Wayans e Brittany Daniel (Little Man)
- Will Ferrell e Sacha Baron Cohen (Talladega Nights: The Ballad of Ricky Bobby)

## Melhor Vilão
- Bill Nighy (Pirates of the Caribbean: Dead Man's Chest)
- Jack Nicholson (The Departed)
- Meryl Streep (The Devil Wears Prada)
- Rodrigo Santoro (300)
- Tobin Bell (Saw 3)

## Melhor Comediante
- Adam Sandler (Click)
- Ben Stiller (Night at the Museum)
- Emily Blunt (The Devil Wears Prada)
- Sacha Baron Cohen (Borat: Cultural Learnings of America for Make Benefit Glorious Nation of Kazakhstan)
- Will Ferrell (Blades of Glory)

## Melhor Filme de Verão que Você Ainda Não Viu
- Evan Almighty (A Volta do Todo Poderoso)
- Fantastic Four: Rise of the Silver Surfer (Quarteto Fantástico e o Surfista Prateado)
- Hairspray (Hairspray - Em Busca da Fama)
- Harry Potter and the Order of the Phoenix (Harry Potter e a Ordem da Fênix)
- Rush Hour 3 (Hora do Rush 3)
- Transformers (Transformers)

## Apresentações
- Rihanna - "Umbrella"
- Amy Winehouse - "Rehab"